# Octomeria helvola
Octomeria helvola är en orkidéart som beskrevs av João Barbosa Rodrigues. Octomeria helvola ingår i släktet Octomeria och familjen orkidéer. Inga underarter finns listade i Catalogue of Life.